# استیون بارنت (غواص)
استیون بارنت (انگلیسی: Steven Barnett؛ زادهٔ ۱۵ ژوئن ۱۹۷۹) ورزشکار شیرجه اهل استرالیا است.
وی در مسابقات کشوری و بین‌المللی در مجموع برندهٔ ۱ مدال برنز شده‌است.